# Jane Fonda
Jayne Seymour Fonda (New York, 1937. december 21.–) kétszeres Oscar-díjas amerikai színésznő. 
Henry Fonda színész leánya. Öccse, Peter Fonda, valamint unokahúga, Bridget Fonda szintén színészek.

## Élete és pályafutása
Henry Fonda (1905–1982) és Frances Ford Seymour (1908–1950) lányaként született. 1950-ben, 12 éves korában veszítette el édesanyját, aki öngyilkos lett. Két testvére volt, Frances de Villers Brokaw „Pan” (1931–2008) és Peter Fonda (1940–2019).
A színészi karrier előtt modellkedett, kétszer is szerepelt a Vogue magazin címlapján. Bár többször is szerepelt édesapjával, végül csak 1958-ban tette le a garast a színészi pálya mellett, amikor is apja bemutatta a színészoktatók pápájának, Lee Strasbergnek. Az 1950-es évek végén aratott sikerei jó kezdésnek bizonyultak a színészi karrierjét illetően.
Az 1960-as években évente több filmben is játszott, első sikerei között az Anthony Perkinsszel közös alkotását, a Tall Storyt tartják számon. Ezt követte az Amíg összeszoknak (1962), majd az A Walk on the Wild Side, amiért a legjobb fiatal színésznek járó Golden Globe-díjat kapta. Az igazi áttörést az 1965-ös Cat Ballou legendája hozta meg neki, a filmet öt Oscar-díjra jelölték. A kritikusok által körülrajongott színésznő karrierjében a Minden szerdán (Any Wednesday), majd a Robert Redforddal forgatott klasszikus, a Mezítláb a parkban (1967) jelentette a következő állomást. Az 1968-as év a politikai aktivitásáról is híres színésznő életében izgalmas volt a Barbarella című sci-fi miatt is, e szerepe révén egy egész generáció számára szex-szimbólummá vált. Egy évvel később igazi színészi tehetségéről is tanúbizonyságot adhatott A lovakat lelövik, ugye? című filmben, amely a kritika elismerése mellett az első Oscar-jelölést is meghozta számára. Első Oscar-díját a legjobb női főszereplő kategóriában a Klute című film prostituáltjaként kapta 1971-ben, amelyet hét évvel később még egy aranyszobrocska követett, a Hazatérés című filmben nyújtott alakításáért.
Az 1970-es évek első felében elkerülték a hangos sikerek, bár ekkor is olyan művészekkel forgatott együtt, mint Yves Montand és Jean-Luc Godard. A visszatérés 1977-ben a Mókás páros című filmjével sikerült, ezt követte az Oscar-díjas alakítása a Hazatérésben (1978), majd 1979-ben a Kína-szindróma Michael Douglasszel és Jack Lemmonnal a főszerepben. A Las Vegas-i lovasban újra Robert Redforddal forgatott.
Az 1980-as éveket a Kilenctől ötig (1980) című filmmel kezdte. 1981-ben régi nagy álma vált valóra, amikor apjával együtt dolgozhatott. Az aranytó (1981), bár kiváló film lett (Katharine Hepburn is játszott benne) mégsem rendezte apa és lánya sokszor feszült viszonyát. Henry Fonda a filmbeli alakításáért Oscar-díjat kapott, amit apja súlyos betegsége miatt Jane vett át. Az 1980-as években az Ágnes, az isten báránya (1985) című alkotásban aratta utolsó jelentős sikerét, majd az 1990-es évek elején Ted Turnerrel kötött házassága után bejelentette visszavonulását.
Az utóbbi években azonban meggondolta magát, újabban több filmben vállal ismét szerepet, leginkább vígjátékokban tűnik fel (ilyen a Jennifer Lopezzel forgatott Anyád napja (2005) című komédia is).
2018-ban a lyoni székhelyű Lumière Intézet „a filmművészet Nobel-díjaként” is emlegetett Lumière-díjjal tüntette ki „munkássága egészéért, illetve a filmtörténethez való kimagasló hozzájárulásáért”.
A 2024-es amerikai elnökválasztáson Kamala Harrist, a demokraták elnökjelöltjét támogatta, melynek hangot is adott a közösségi média felületein.

## Magánélete
Háromszor házasodott: 1965–1970 között Roger Vadim rendező felesége volt. 1973-ban ment hozzá Tom Haydenhez, akivel 1989-ig élt házasságban. Harmadik férje Ted Turner volt, 1991–2000 között.
Gyermekei:
- Natalie Vadim (?)
- Vanessa Vadim (1968)
- Mary Williams „Lulu” (a színésznő az 1970-es években adoptálta)
- Troy Garity (1973)
- Daniel Fox (1969)
- Judy Fox (1972)

## Filmográfia

### Film
| Év   | Magyar cím                                  | Eredeti cím                     | Szerep                              | Magyar hang        | Rendező             |
| ---- | ------------------------------------------- | ------------------------------- | ----------------------------------- | ------------------ | ------------------- |
| 1960 | Magas történet                              | Tall Story                      | June Ryder                          |                    | Joshua Logan        |
| 1962 | Séta a járdaszélen                          | Walk on the Wild Side           | Kitty Twist                         |                    | Edward Dmytryk      |
| 1962 |                                             | The Chapman Report              | Kathleen Barclay                    |                    | George Cukor (1.)   |
| 1962 | Amíg összeszoknak                           | Period of Adjustment            | Isabel Haverstick                   |                    | George Roy Hill     |
| 1963 | Hűvös nappalon                              | In the Cool of the Day          | Christine Bonner                    |                    | Robert Stevens      |
| 1963 | Vasárnap New Yorkban                        | Sunday in New York              | Eileen Tyler                        | Káldi Nóra         | Peter Tewksbury     |
| 1964 | A macskák                                   | Joy House                       | Melinda                             | Kovács Nóra        | René Clément        |
| 1964 | Körbe-körbe                                 | Circle of Love                  | Sophie                              | Bodnár Erika       | Roger Vadim (1.)    |
| 1965 | Cat Ballou legendája                        | Cat Ballou                      | Catherine 'Cat' Ballou              | Földessy Margit    | Elliot Silverstein  |
| 1965 | Cat Ballou legendája                        | Cat Ballou                      | Catherine 'Cat' Ballou              | Vadász Bea         | Elliot Silverstein  |
| 1966 | Üldözők                                     | The Chase                       | Anna Reeves                         | Káldi Nóra         | Arthur Penn         |
| 1966 | A zsákmány                                  | The Game Is Over                | Renee Saccard                       | Für Anikó          | Roger Vadim (2.)    |
| 1966 | Minden szerdán                              | Any Wednesday                   | Ellen Gordon                        |                    | Robert Ellis Miller |
| 1967 | Vihar délen                                 | Hurry Sundown                   | Julie Ann Warren                    | Géczy Dorottya     | Otto Preminger      |
| 1967 | Vihar délen                                 | Hurry Sundown                   | Julie Ann Warren                    | Halász Judit       | Otto Preminger      |
| 1967 | Mezítláb a parkban                          | Barefoot in the Park            | Corie Bratter                       | Halász Judit       | Gene Saks           |
| 1967 | Mezítláb a parkban                          | Barefoot in the Park            | Corie Bratter                       | Almási Éva         | Gene Saks           |
| 1967 | Mezítláb a parkban                          | Barefoot in the Park            | Corie Bratter                       | Pápai Erika        | Gene Saks           |
| 1968 | Különleges történetek                       | Spirits of the Dead             | Frederique de Metzengerstein grófnő | Kovács Nóra        | Federico Fellini    |
| 1968 | Különleges történetek                       | Spirits of the Dead             | Frederique de Metzengerstein grófnő | Kovács Nóra        | Louis Malle         |
| 1968 | Különleges történetek                       | Spirits of the Dead             | Frederique de Metzengerstein grófnő | Firtos Edit        | Roger Vadim (3.)    |
| 1968 | Barbarella                                  | Barbarella                      | Barbarella                          | Zakariás Éva       | Roger Vadim (4.)    |
| 1969 | A lovakat lelövik, ugye?                    | They Shoot Horses, Don't They?  | Gloria Beatty                       | Farkas Zsuzsa      | Sydney Pollack (1.) |
| 1971 | Klute                                       | Klute                           | Bree Daniels                        | Földessy Margit    | Alan J. Pakula (1.) |
| 1972 | Minden rendben                              | Tout Va Bien                    | Suzanne                             |                    | Jean-Luc Godard     |
| 1972 | Minden rendben                              | Tout Va Bien                    | Suzanne                             | Jean-Pierre Gorin  |                     |
| 1973 | Testvérháború                               | Steelyard Blues                 | Iris Caine                          |                    | Alan Myerson        |
| 1973 | Babaház                                     | A Doll's House                  | Nora Helmer                         | Káldi Nóra         | Joseph Losey        |
| 1976 | A kék madár                                 | The Blue Bird                   | Éj                                  | Káldi Nóra         | George Cukor (2.)   |
| 1977 | Mókás páros                                 | Fun with Dick and Jane          | Jane Harper                         |                    | Ted Kotcheff        |
| 1977 | Júlia                                       | Julia                           | Lillian Hellman                     | Tímár Éva          | Fred Zinnemann      |
| 1978 | Hazatérés                                   | Coming Home                     | Sally Hyde                          | Káldi Nóra         | Hal Ashby           |
| 1978 | Hazatérés                                   | Coming Home                     | Sally Hyde                          | Götz Anna          | Hal Ashby           |
| 1978 | Ha eljő a lovas                             | Comes a Horseman                | Ella Connors                        | Kovács Nóra        | Alan J. Pakula (2.) |
| 1978 | Kaliforniai lakosztály                      | California Suite                | Hannah Warren                       | Káldi Nóra         | Herbert Ross        |
| 1979 | Kína-szindróma                              | The China Syndrome              | Kimberly Wells                      | Földessy Margit    | James Bridges       |
| 1979 | A Las Vegas-i lovas                         | The Electric Horseman           | Alice 'Hallie' Martin               | Földessy Margit    | Sydney Pollack (2.) |
| 1980 | Kilenctől ötig                              | 9 to 5                          | Judy Bernly                         | Káldi Nóra         | Colin Higgins       |
| 1981 | Az aranytó                                  | On Golden Pond                  | Chelsea Thayer Wayne                | Kiss Mari          | Mark Rydell         |
| 1981 | Milliárdos bankbetétek                      | Rollover                        | Lee Winters                         |                    | Alan J. Pakula (3.) |
| 1985 | Ágnes, az Isten báránya                     | Agnes of God                    | Dr. Martha Livingston               | Piros Ildikó       | Norman Jewison      |
| 1986 | Másnap reggel                               | The Morning After               | Alex Sternbergen                    | Földessy Margit    | Sidney Lumet        |
| 1989 | Tüzes alkony                                | Old Gringo                      | Harriet Winslow                     | Menszátor Magdolna | Luis Puenzo         |
| 1990 | Stanley és Iris                             | Stanley & Iris                  | Iris Estelle King                   | Andresz Kati       | Martin Ritt         |
| 1990 | Stanley és Iris                             | Stanley & Iris                  | Iris Estelle King                   | Zborovszky Andrea  | Martin Ritt         |
| 2005 | Anyád napja                                 | Monster-in-Law                  | Viola Fields                        | Földi Teri         | Robert Luketic      |
| 2007 | Anya, lánya, unokája                        | Georgia Rule                    | Georgia Randall                     | Földi Teri         | Garry Marshall      |
| 2007 | Anya, lánya, unokája                        | Georgia Rule                    | Georgia Randall                     | Kovács Nóra        | Garry Marshall      |
| 2011 | Együtt élhetnénk                            | All Together                    | Jeanne                              |                    | Stéphane Robelin    |
| 2012 | Béke, szerelem és félreértés                | Peace, Love & Misunderstanding  | Grace                               | Andresz Kati       | Bruce Beresford     |
| 2013 | A komornyik                                 | The Butler                      | Nancy Reagan                        |                    | Lee Daniels         |
| 2014 | Működik a kémia                             | Better Living Through Chemistry | gyógyszertári vásárló (cameo)       | Andresz Kati       | David Postmentier   |
| 2014 | Működik a kémia                             | Better Living Through Chemistry | gyógyszertári vásárló (cameo)       | Andresz Kati       | Geoff Moore         |
| 2014 | Itthon, édes otthon                         | This Is Where I Leave You       | Hilary Altman                       |                    | Shawn Levy          |
| 2015 | Ifjúság                                     | Youth                           | Brenda Morel                        | Andresz Kati       | Paolo Sorrentino    |
| 2015 | Apák és lányaik                             | Fathers and Daughters           | Teddy Stanton                       | Bencze Ilona       | Gabriele Muccino    |
| 2017 | Milyen hosszú az éjszaka                    | Our Souls at Night              | Addie Moore                         |                    | Ritesh Batra        |
| 2018 | Könyvklub – avagy az alkony ötven árnyalata | Book Club                       | Vivian                              | Kovács Nóra        | Bill Holderman (1.) |
| 2022 | Szerencse                                   | Luck                            | Babe (hangja)                       |                    | Mike Barker         |
| 2022 |                                             | Moving On                       | Claire                              |                    | Paul Weitz          |
| 2023 | Drukkernénik                                | 80 for Brady                    | Trish                               | Kovács Nóra        | Kyle Marvin         |
| 2023 | Könyvklub: A következő fejezet              | Book Club: The Next Chapter     | Vivian                              | Kovács Nóra        | Bill Holderman (2.) |
| 2023 | Ruby Gillman, tinikráken                    | Ruby Gillman, Teenage Kraken    | Nagymama (hangja)                   | Bánsági Ildikó     | Kirk DeMicco        |
| 2024 |                                             | This Is Me... Now: A Love Story | Sagittarius                         |                    | Dave Meyers         |

### Televízió

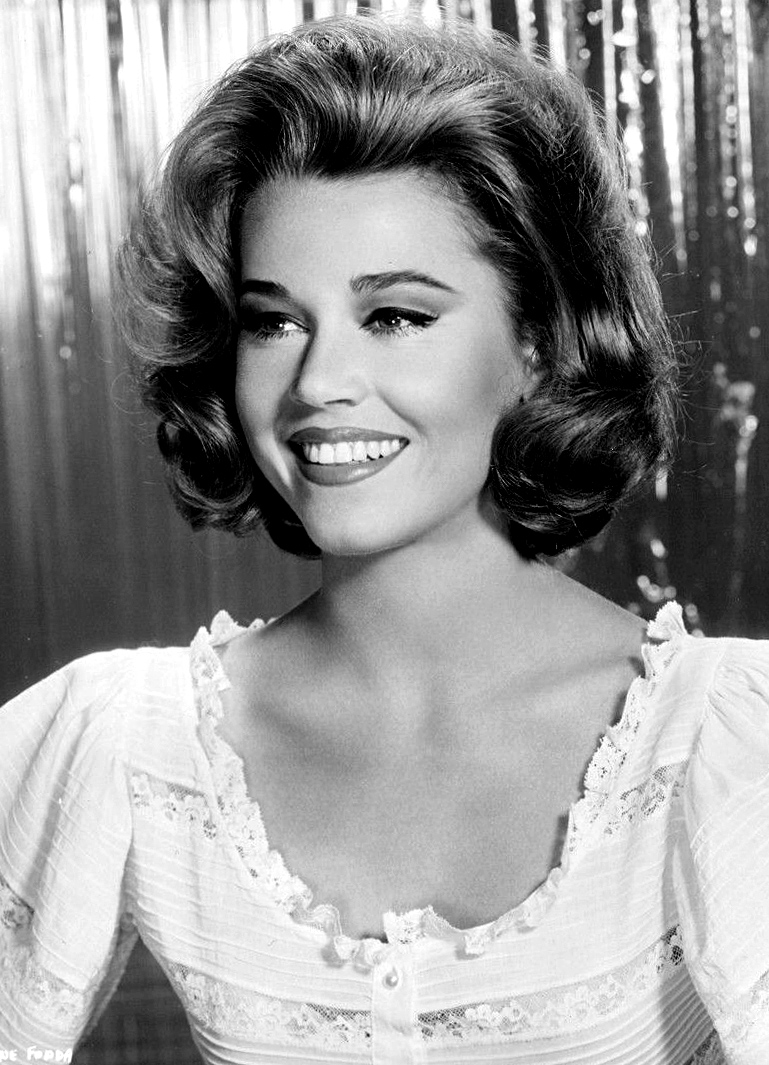
1963-ban

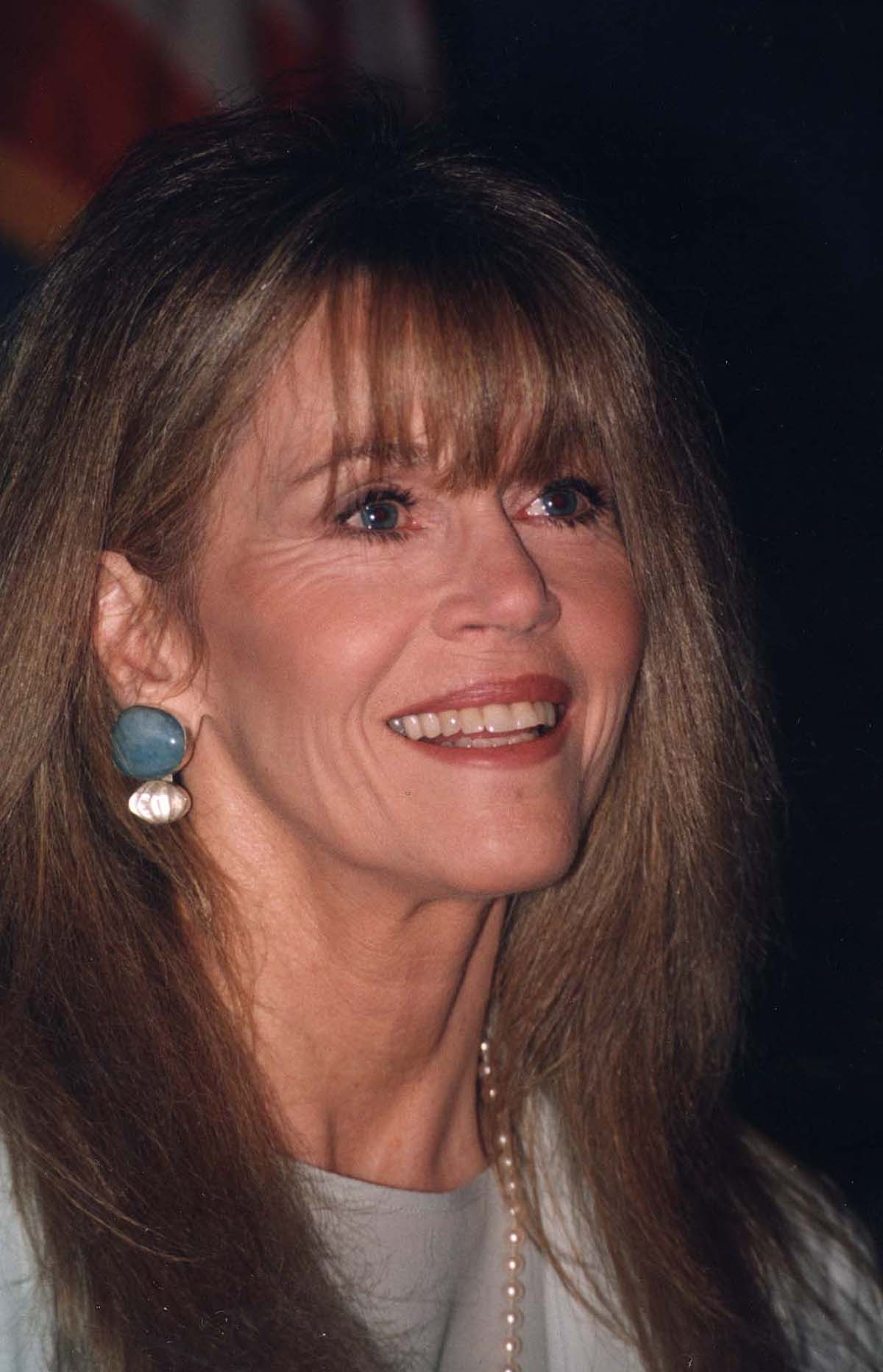
1998-ban

| Év        | Magyar cím               | Eredeti cím                    | Szerep                    | Megjegyzések                  |
| --------- | ------------------------ | ------------------------------ | ------------------------- | ----------------------------- |
| 1961      |                          | A String of Beads              | Gloria Winters            | tévéfilm                      |
| 1982      |                          | 9 to 5                         | O'Neil                    | 1 epizód                      |
| 1984      |                          | The Dollmaker                  | Gertie Nevels             | tévéfilm                      |
| 2012–2014 | Híradósok                | The Newsroom                   | Leona Lansing             | 10 epizód                     |
| 2014      | A Simpson család         | The Simpsons                   | Maxine Lombard (hangja)   | 1 epizód                      |
| 2015–2022 | Grace és Frankie         | Grace and Frankie              | Grace Hanson              | főszereplő és vezető producer |
| 2016      | Elena és Avalor titka    | Elena and the Secret of Avalor | Shuriki (hangja)          | tévéfilm                      |
| 2017–2020 | Elena, Avalor hercegnője | Elena of Avalor                | Shuriki (hangja)          | 10 epizód                     |
| 2020      |                          | The Ellen DeGeneres Show       | önmaga (vendég házigazda) | 1 epizód                      |
| 2020      |                          | Who Wants To Be A Millionaire? | önmaga (versenyző)        | 1 epizód                      |
| 2020      |                          | Make It Work!                  | önmaga                    | különkiadás                   |

## Magyar nyelvű kötetek
- Peter Jacobs: Mert én Jane Fonda vagyok; ford. Gömöri Péter; Kozmosz Könyvek, Bp., 1979
- Roger Vadim: Szerelmeim: Bardot, Deneuve, Fonda; ford. Gömöri Judit; IPV, Bp., 1988
- Jane Fonda új testedző és fogyókúrás programja; ford. Dikó Gábor, fotó Harry Langdon; Lap-ics, Debrecen, 1995
- Jane Fonda: Eddigi életem; ford. Szűr-Szabó Katalin; Európa, Bp., 2007

## Fordítás
- Ez a szócikk részben vagy egészben  a   Jane Fonda filmography című angol Wikipédia-szócikk fordításán alapul.  Az eredeti cikk szerkesztőit annak laptörténete sorolja fel. Ez a jelzés csupán a megfogalmazás eredetét és a szerzői jogokat jelzi, nem szolgál a cikkben szereplő információk forrásmegjelöléseként.